# Якопо Амігоні
Якопо Амігоні (італ. Jacopo Amigoni; 1682, Венеція — 1752, Мадрид) — мандрівний художник з Венеції XVIII століття. Представник італійської гілки стилю рококо. Малював міфологічні і релігійні картини, фрески, портрети. Займався графікою.

## Біографія

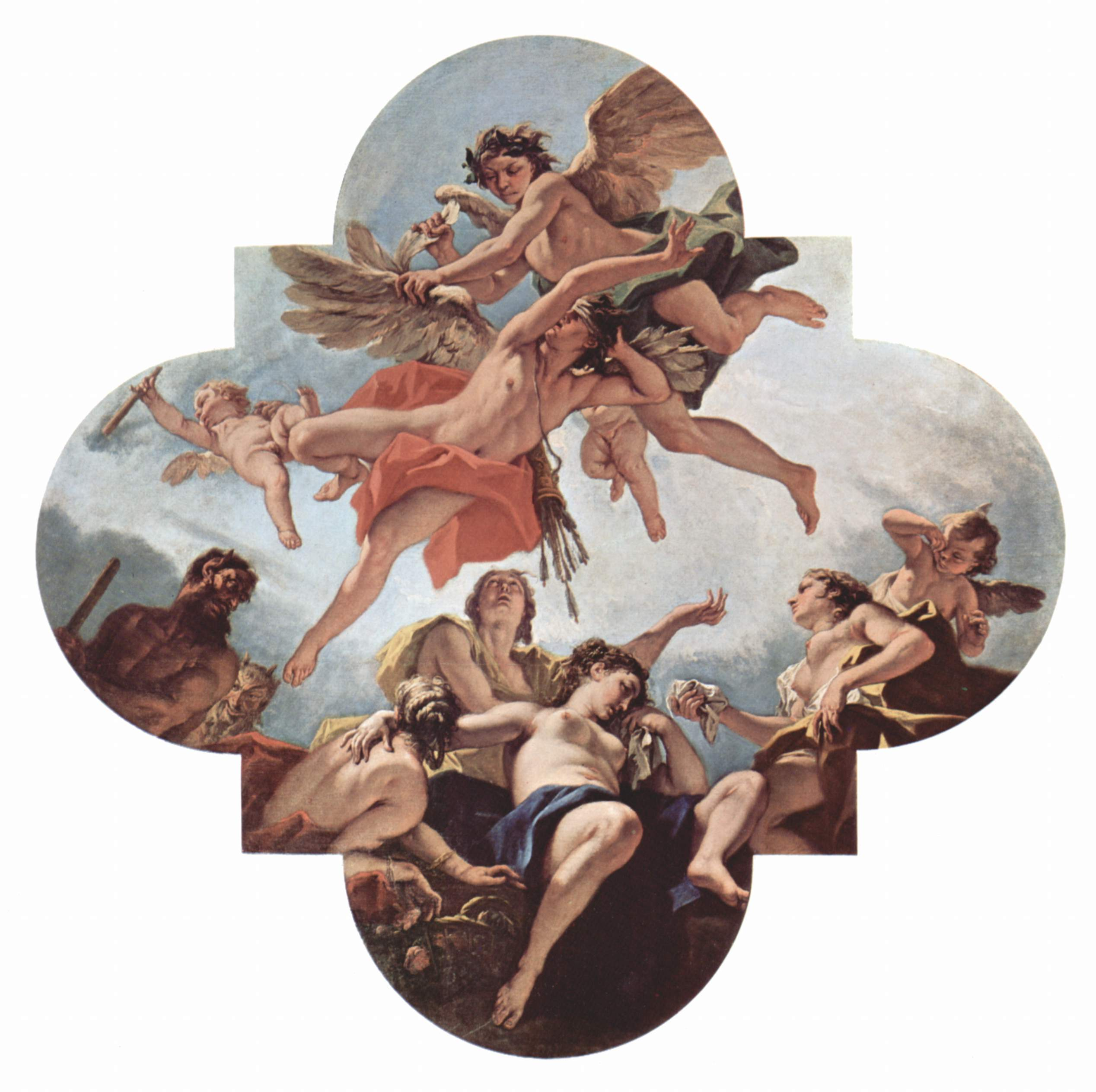
СебастьяноРіччі. Покарання Амура і виривання пір'я з його крил (палаццо Маручеллі-Фенці, Флоренція)

Народився в Венеції. На художнє становлення Якопо мали вплив твори Себастьяно Річчі (1659—1734).
Добрий учень старих венеційських майстрів, Себастьяно Річчі старанно копіював художні і формальні знахідки Паоло Веронезе, але в полегшеному і декоративно спрощеному варіанті. Великої індивідуальності творам Річчі не надали і домішки стилю римського бароко. Венеційська школа живопису взагалі в 17 столітті не дала визначних майстрів, і Річчі в добу венеційського бароко не став винятком. Але ніжні фарби, посилена грація і декоративність вплинули на Амігоні. Своє художнє навчання Амигоні довершив вивченням творів барокових майстрів Солімени і Джованні Баттісти Тьєполо.
Італія переживала епоху економічної скрути і часткового занепаду. Аби заробити гроші, італійські майстри масово виїжджали за кордон в пошуках заробітку. Їхали скульптори і декоратори, співаки і архітектори, актори і представники будівельних професій, музи́ки та художники.
Долю мандрівного художника вимушено обрав і Якопо Амігоні. Окрім рідної Венеції, Амігоні працював в Баварії (1716—1728 рр.), в Лондоні (179—1739), в Мадриді (1747—1752), де і помер.

## Рококо Амігоні

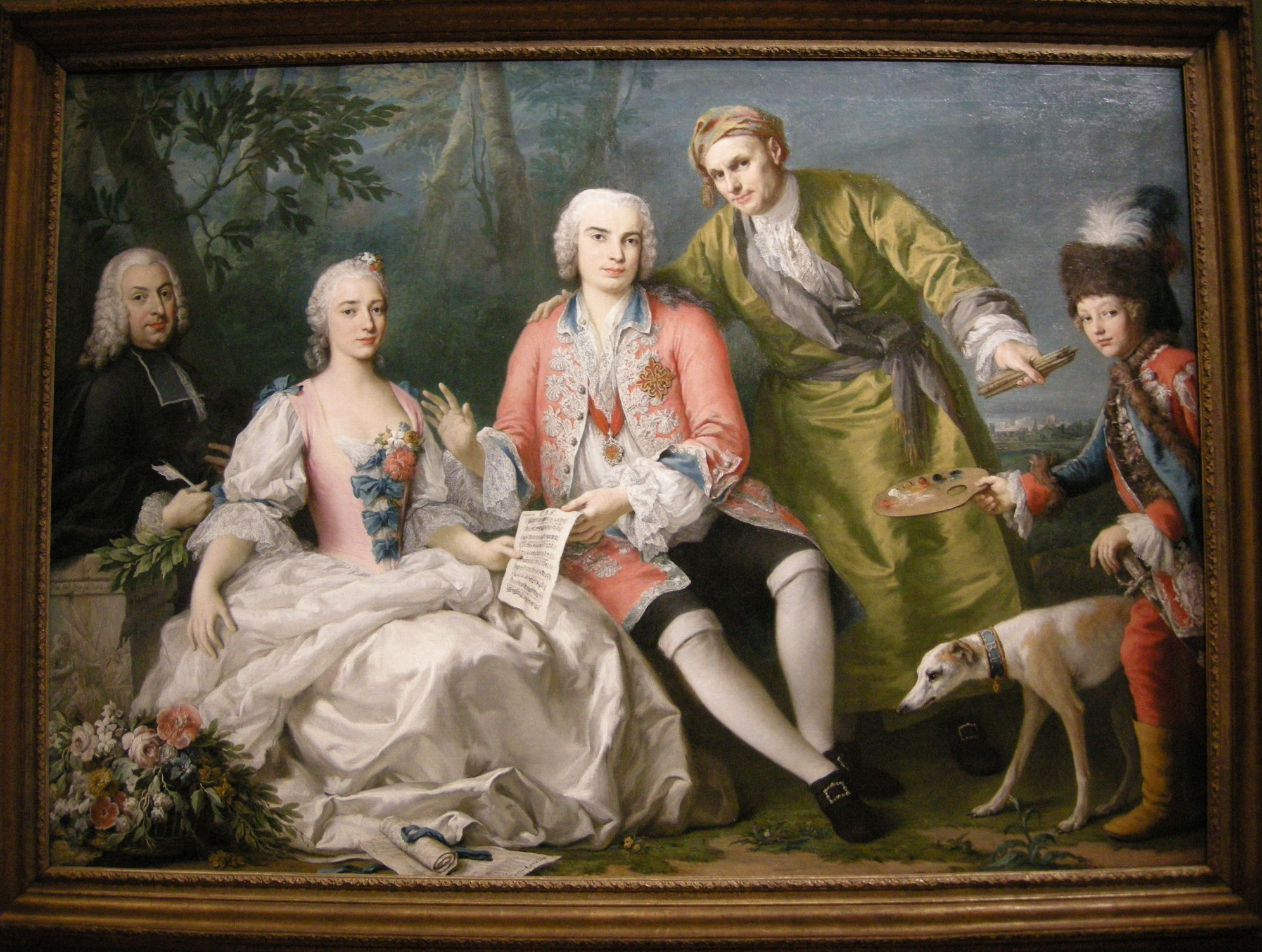
Якопо Амігоні. «Оперний співак Фарінеллі з друзями та автопортретом Амігоні», до 1752 р. Національна галерея Вікторії, Австралія.

Незважаючи на деяке використання знахідок живопису бароко, Якопо Амігоні живописцем бароко не став. На відміну від Італії, де барокова стилістика домінувала по-над 250 років, Амігоні працював в країнах зі слабкими впливами бароко. В деяких країнах стиль бароко мав дуже обмежений термін існування (Велика Британія, значна кількість князівств Німеччини). Тому художній стиль Амігоні мав міцне підживлення іншого стилю, яким стало для нього рококо. В стилістиці рококо він виконав і фрески в монастирі бенедиктинців в місті Оттобойрен, Баварія.
Лише в його портретах впливи рококо трохи меншають. Іноді вони надзвичайно малі, як в добре намальованому груповому портреті «Оперний співак Фарінеллі з друзями».

## Релігійні картини. Оттобойрен, фрески монастиря бенедиктинців

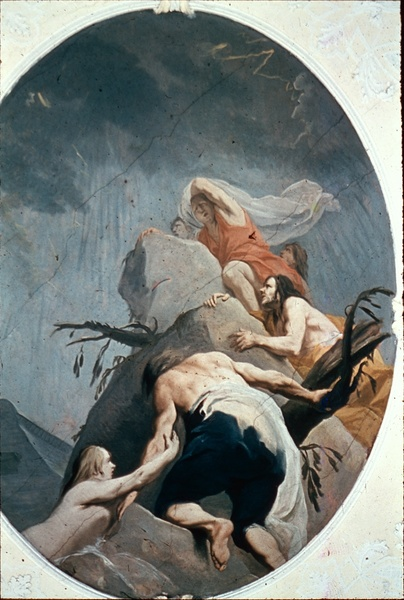
«Всесвітній потоп».
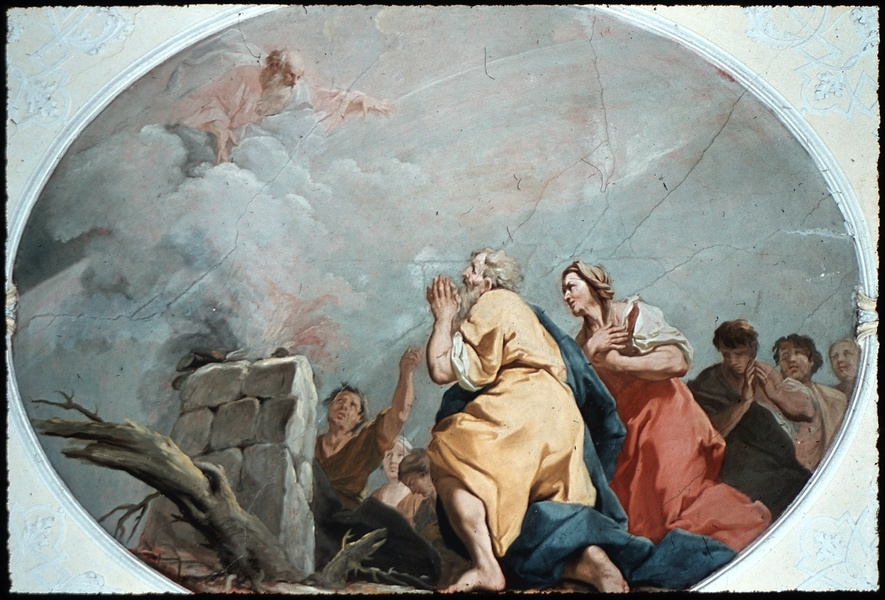
«Жертвоприношення Ноя».
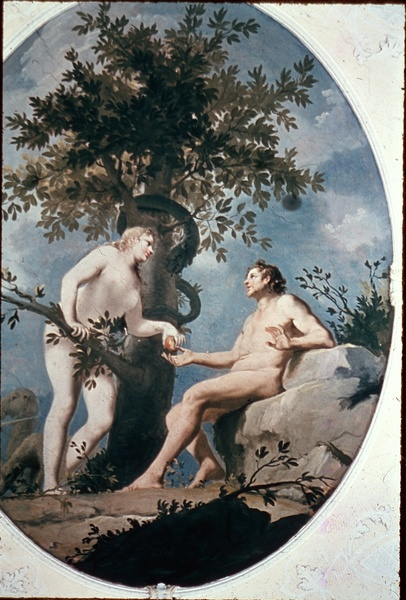
«Гріхопадіння Адама і Єви».
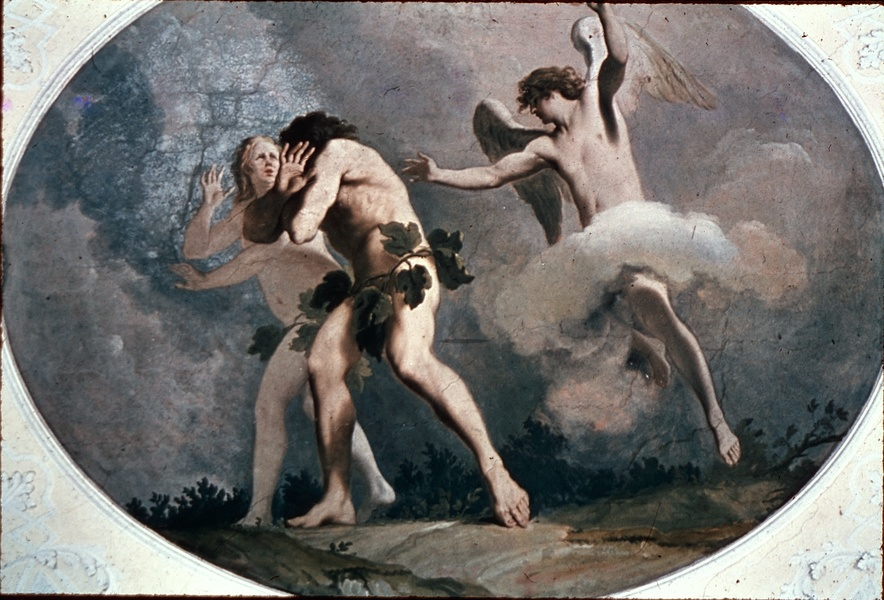
«Вигнання Адама і Єви з раю».

## Портрети

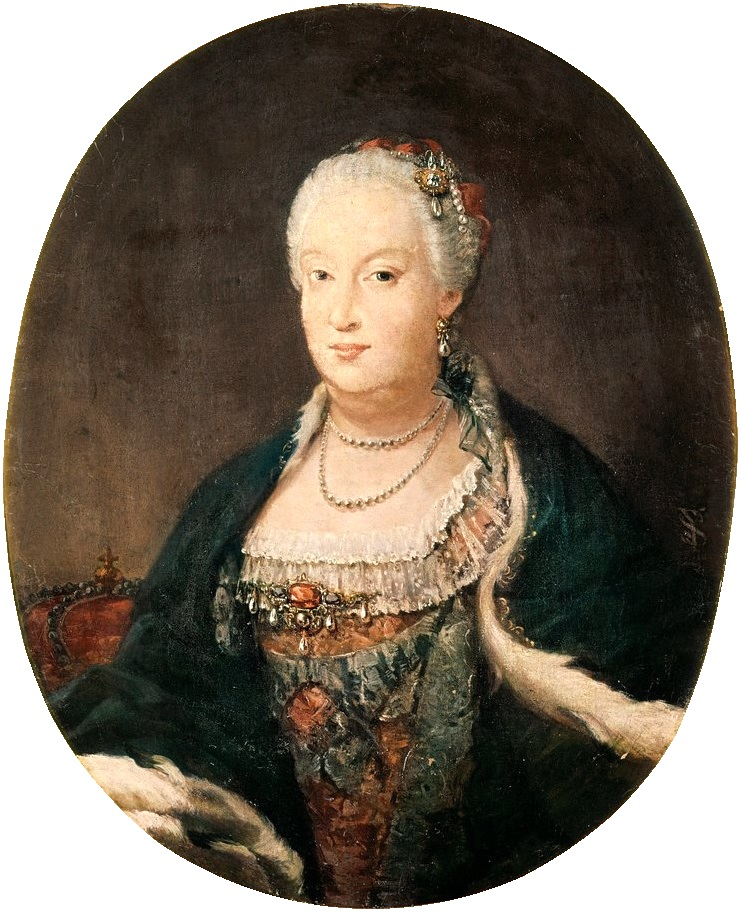
Якопо Амігоні. «Барбара де Браганца». Мадрид, Національний музей Прадо.
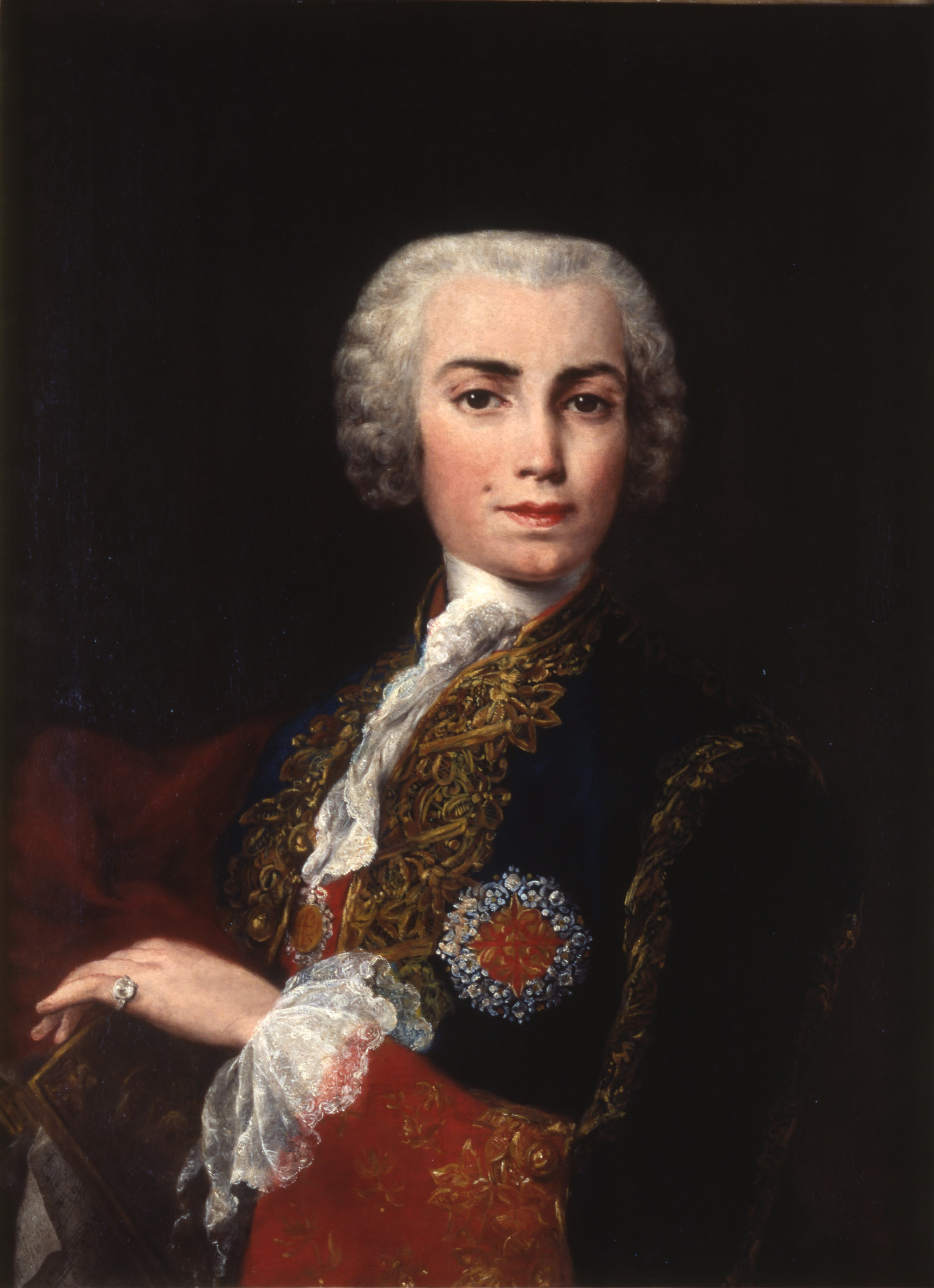
Якопо Амігоні. Портрет Фарінеллі, Мадрид.
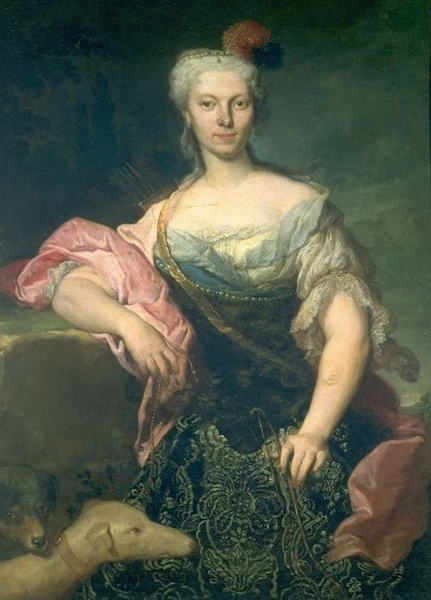
Якопо Амігоні. Невідома у вигляді Діани. Берлін.
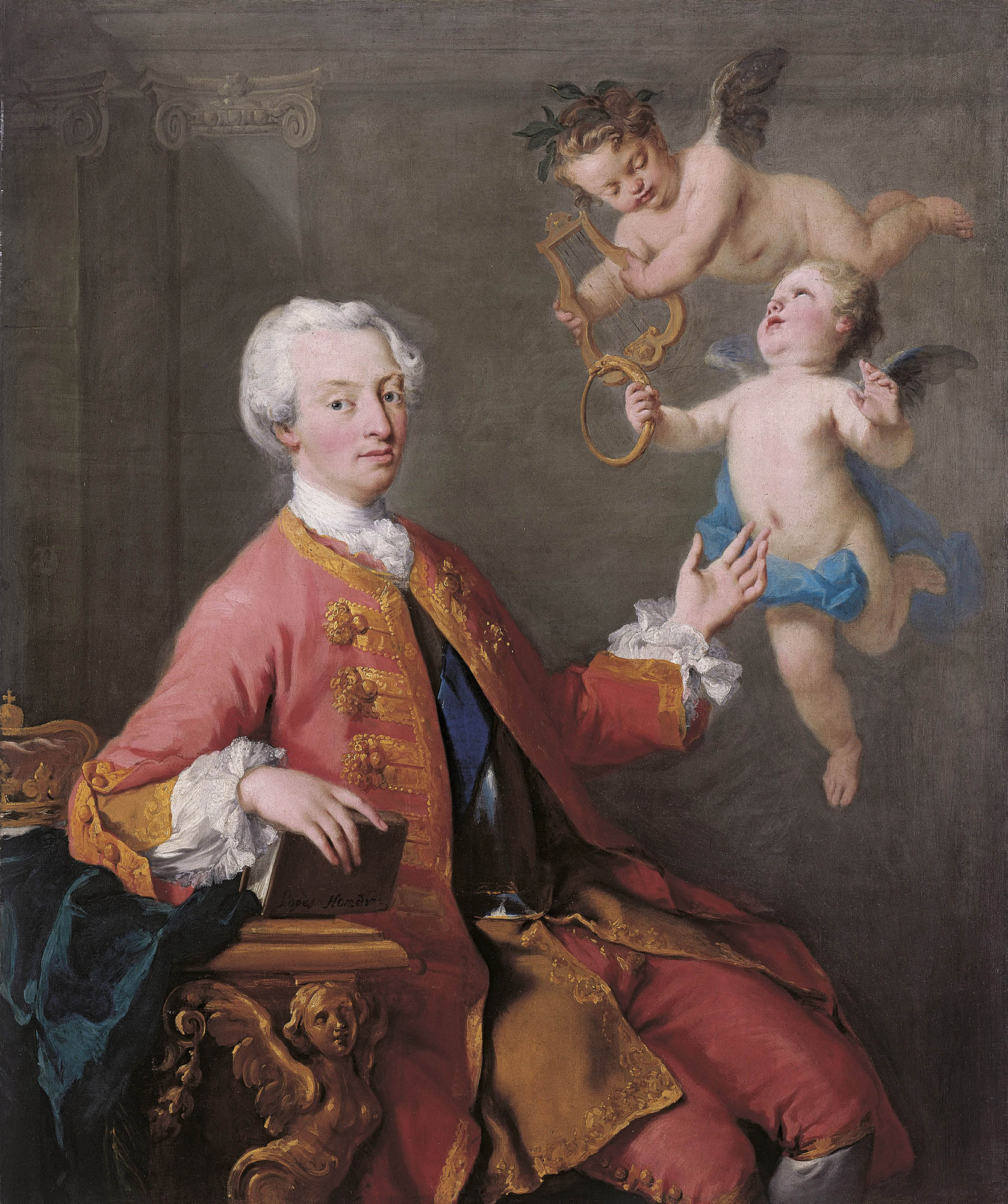
Якопо Амігоні.  Фредерік, принц Уельський, з двома амурами.